# Tabera de Abajo
Tabera de Abajo ist eine kleine westspanische Gemeinde (municipio) in der Provinz Salamanca in der Autonomen Gemeinschaft Kastilien-León. 2024 hatte die Gemeinde 99 Einwohner. Neben dem Hauptort Tabera de Abajo gehören die Ortschaften Carreros, Encinasola de las Minayas, Padierno, San Román, Tabera de Arriba, Taberuela, Tellosancho,  Teso del Corcho, San Lorenzo und Valdefresno sowie die Wüstungen Berrocal de la Espinera, Berrocal del Campo und Valdechapero zur Gemeinde.

## Geographie
Tabera de Abajo befindet sich etwa 34 Kilometer westsüdwestlich vom Stadtzentrum der Provinzhauptstadt Salamanca in einer Höhe von 815 m. 

## Bevölkerungsentwicklung
| Jahr      | 1900 | 1920 | 1950 | 1970 | 1981 | 1991 | 2001 | 2011 | 2021 |
| Einwohner | 259  | 264  | 274  | 251  | 171  | 117  | 110  | 100  | 109  |

## Sehenswürdigkeiten
- Johannes-der-Täufer-Kirche (Iglesia de San Juan Bautista)

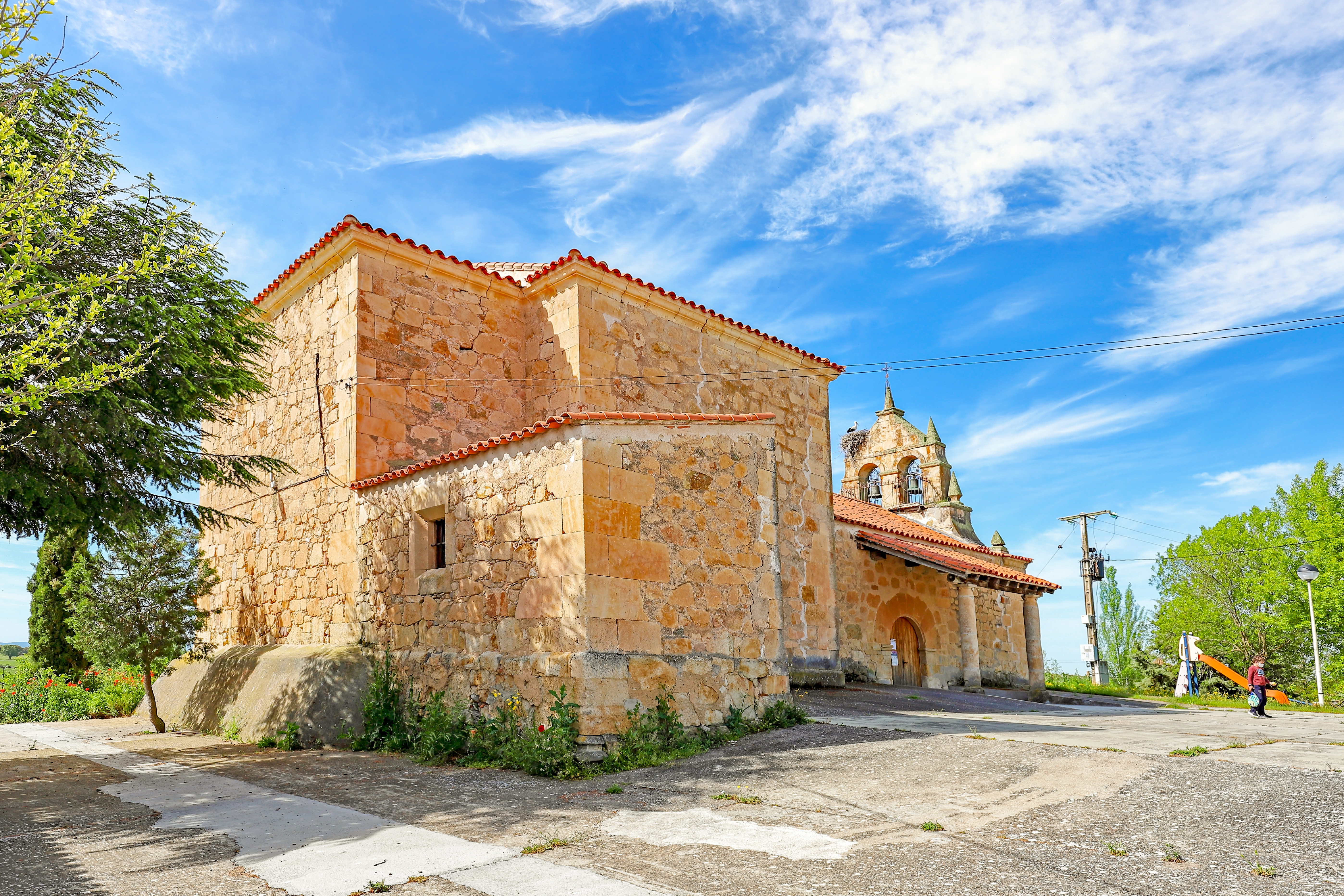
Johannes-der-Täufer-Kirche
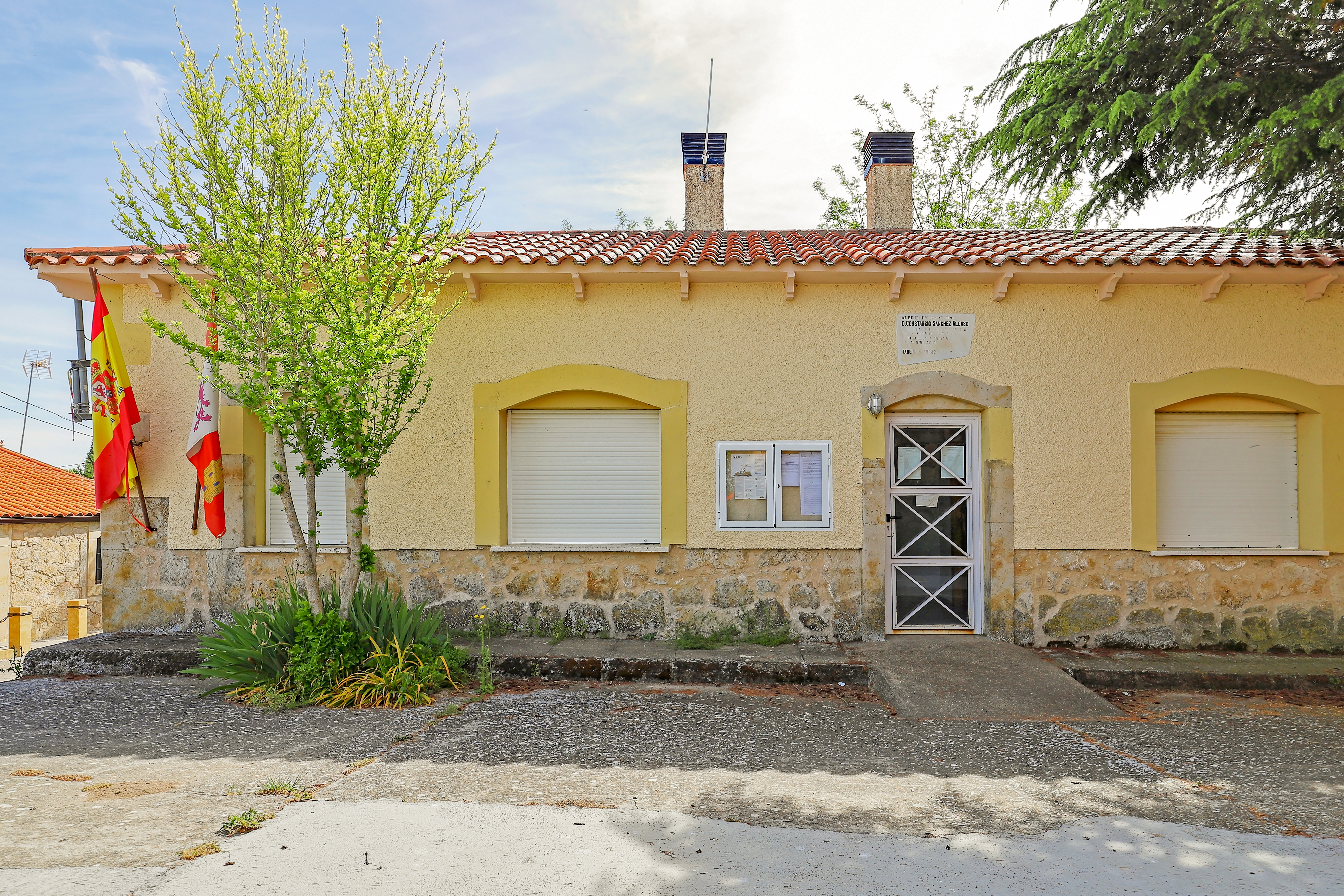
Rathaus